# 弗赖堡大教堂
弗赖堡大教堂（德語：Freiburger Münster）是一座位於德國 弗萊堡的大教堂，是貝特霍爾德五世於1200年左右以羅馬式風格所興建。並在1230年改建為哥特式建築繼續進行。大教堂部分建在1120年所成立的原始教堂的基礎上。
约1827年起，弗赖堡大教堂成为天主教弗赖堡总教区的主教座堂。

### 沿革
弗赖堡大教堂的建造分为三个阶段，分别开始于1120年、1210年和1230年。弗赖堡大教堂的钟楼高达116米，底部呈正方形，上方为八角形和锥形。弗赖堡大教堂是德国为数不多的保存至今的中世纪哥特式教堂钟楼之一。1944年11月在第二次世界大战时，大轰炸中摧毁了广场西侧和北侧的所有房屋，而教堂受到严重的震动，但是却得以幸存。

## 圖片

弗赖堡大教堂 - Freiburger Münster
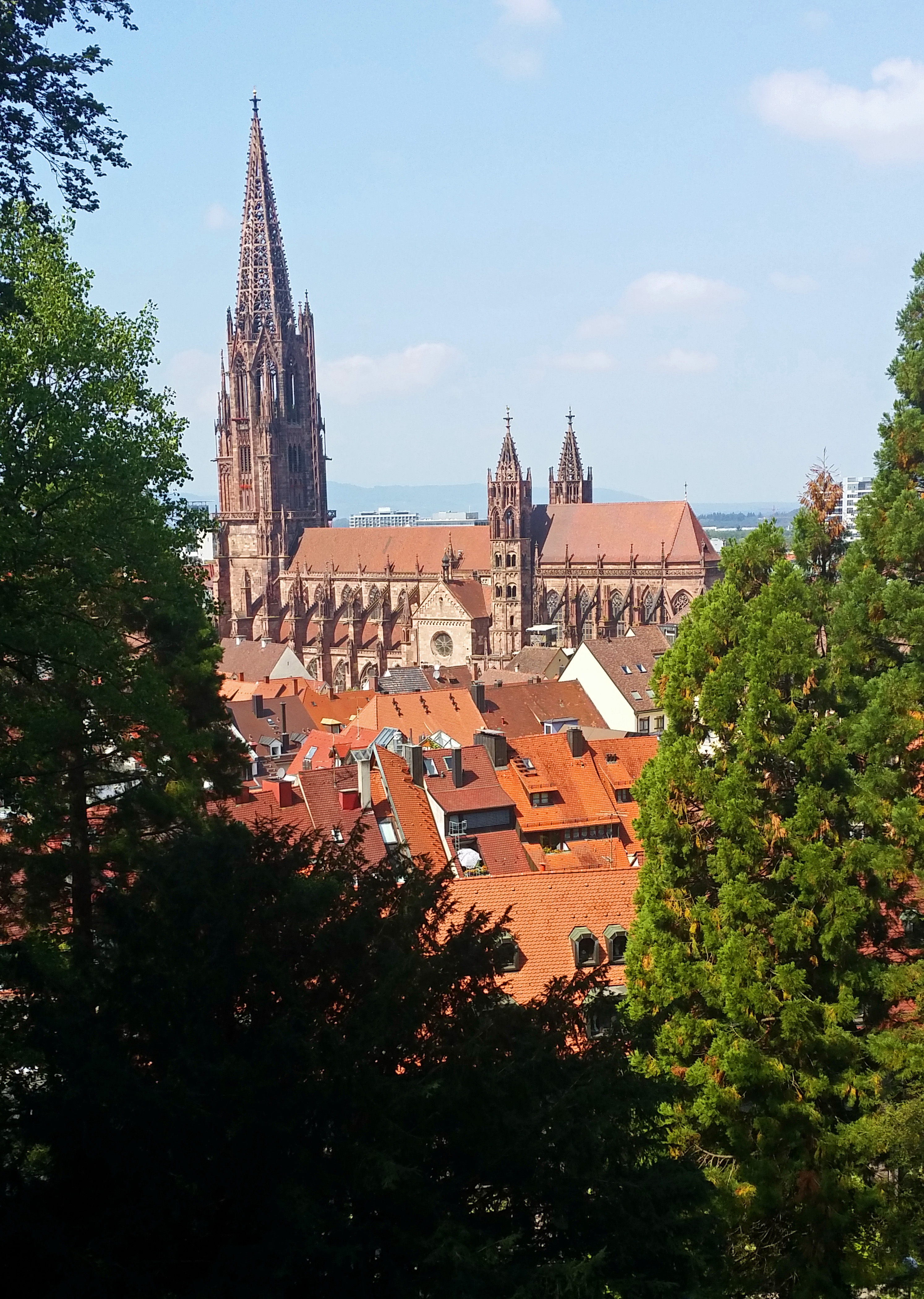
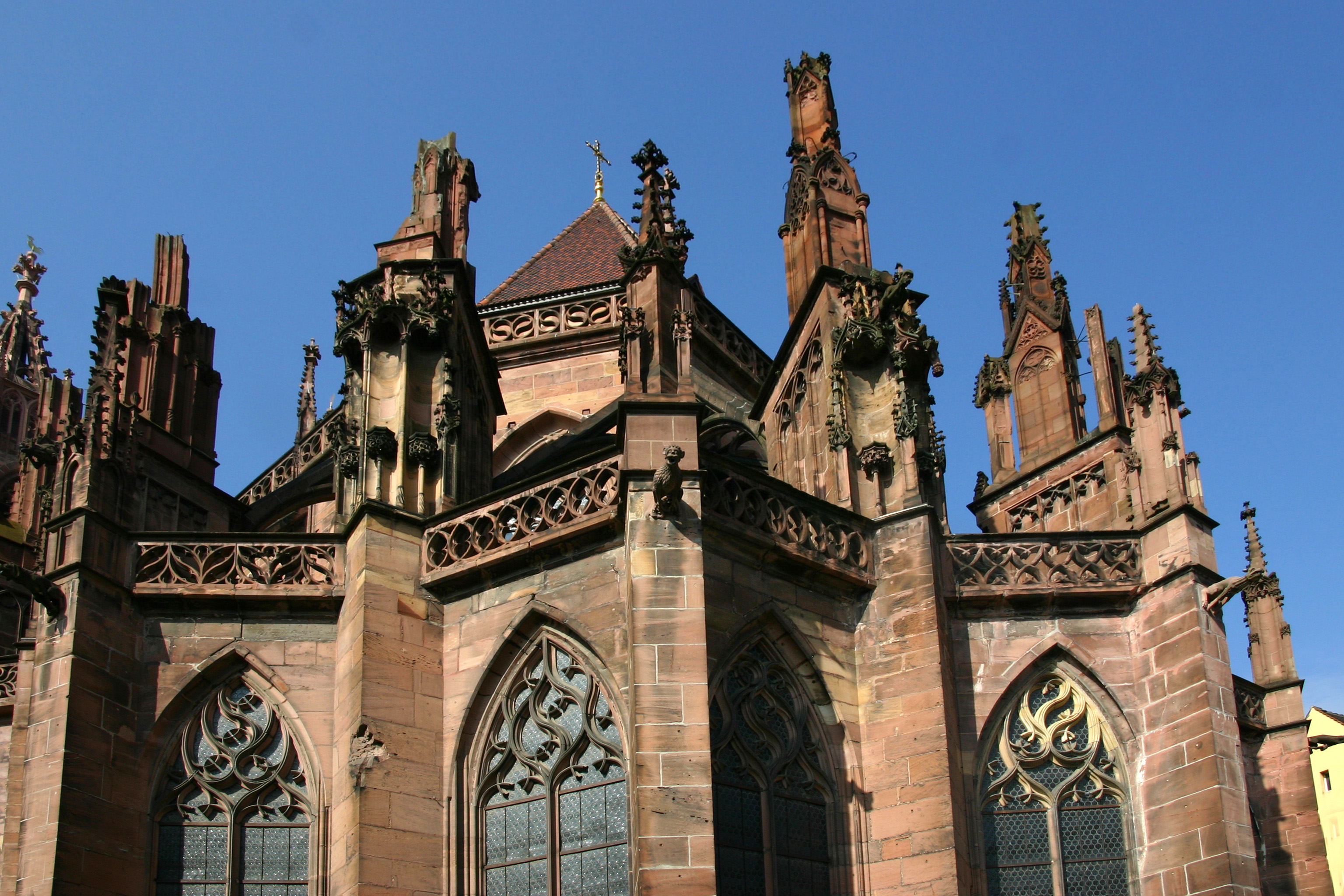
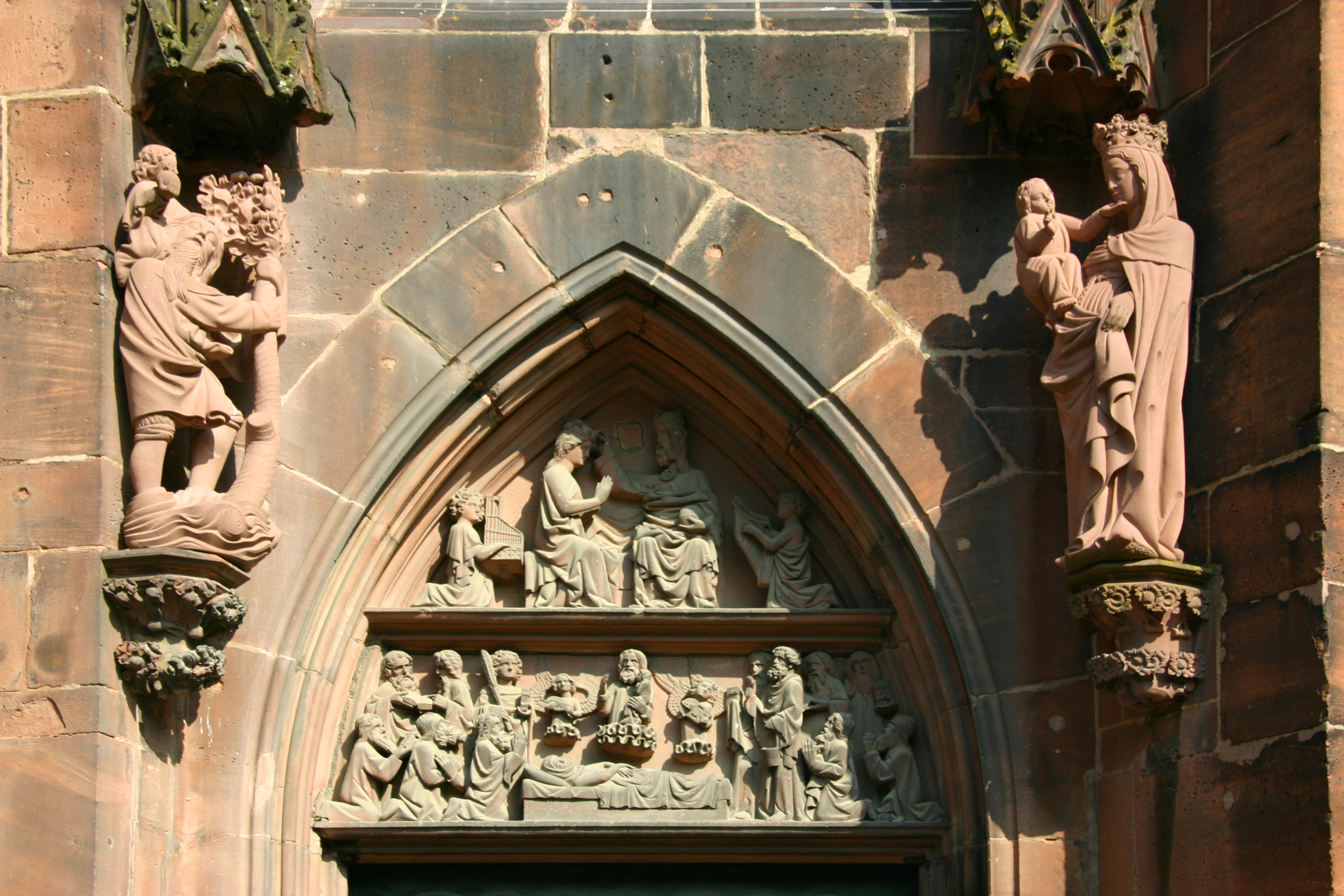
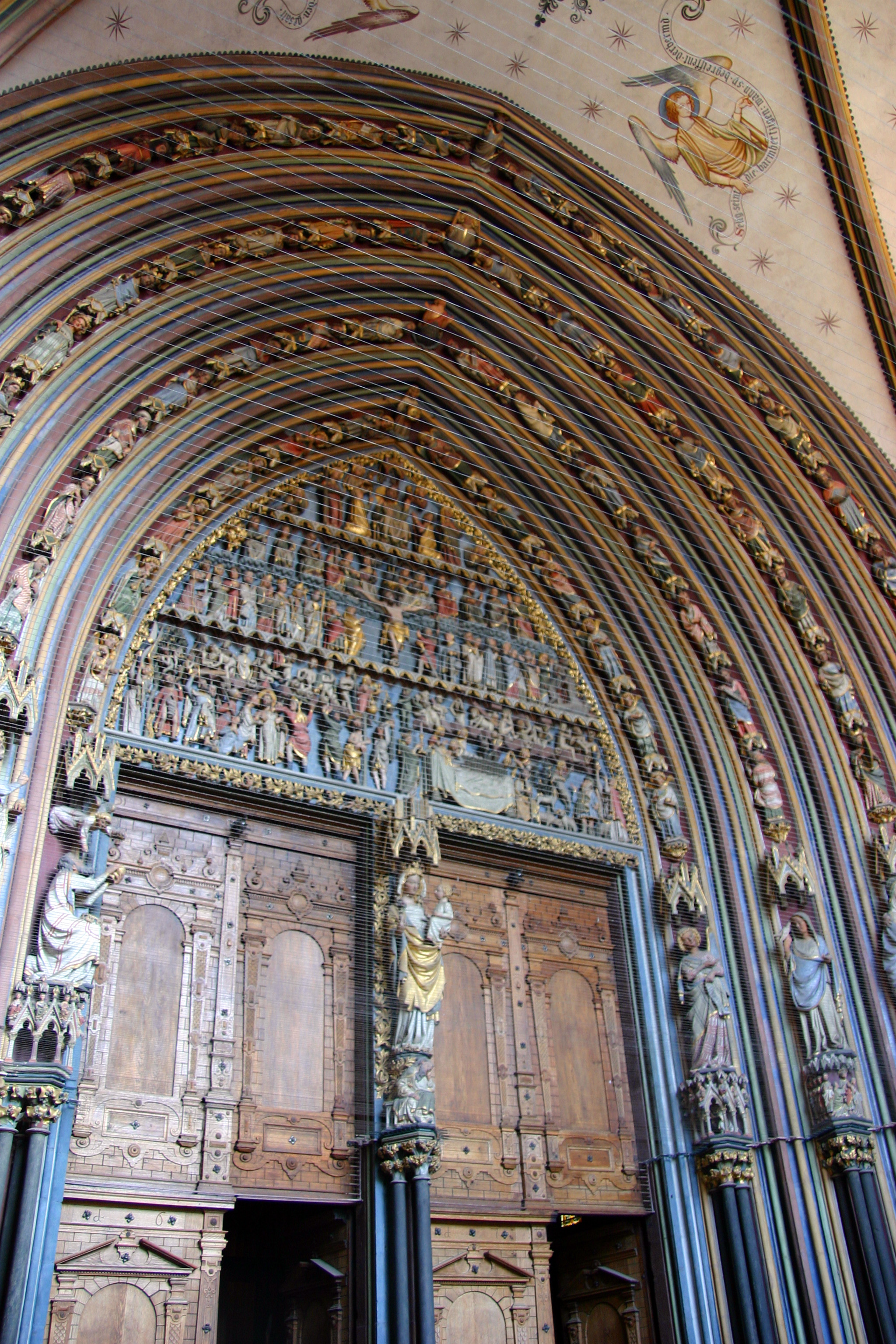
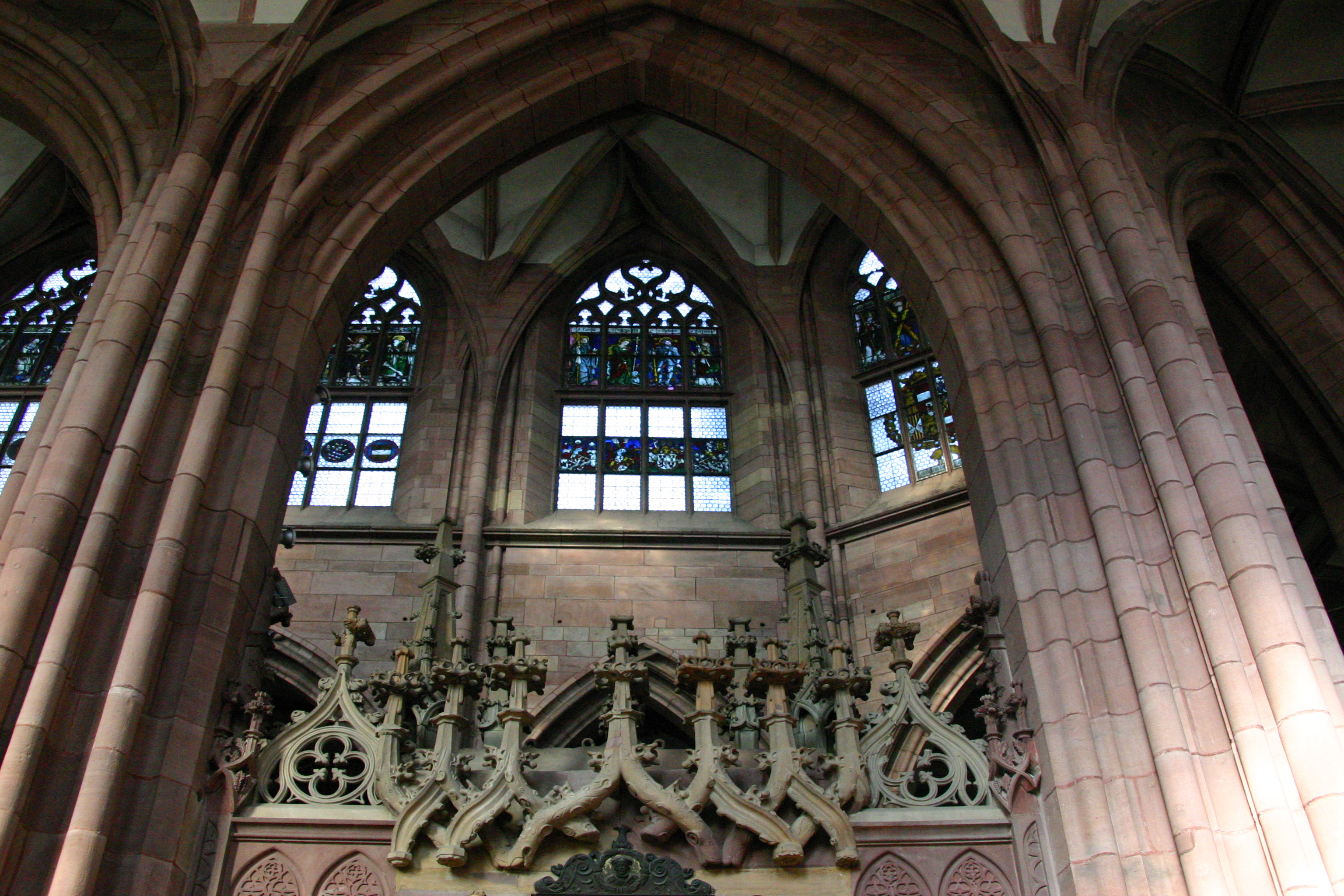
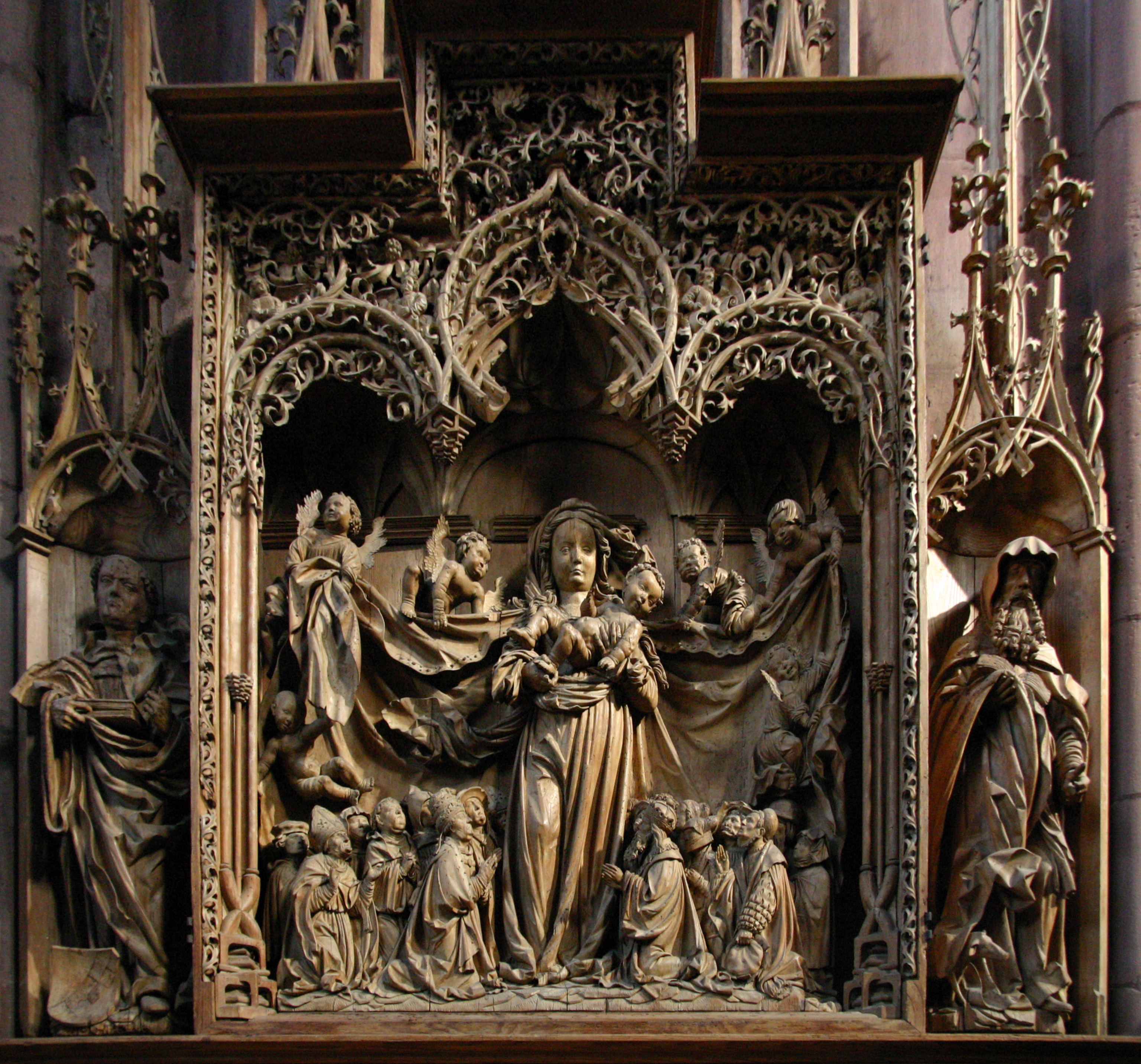
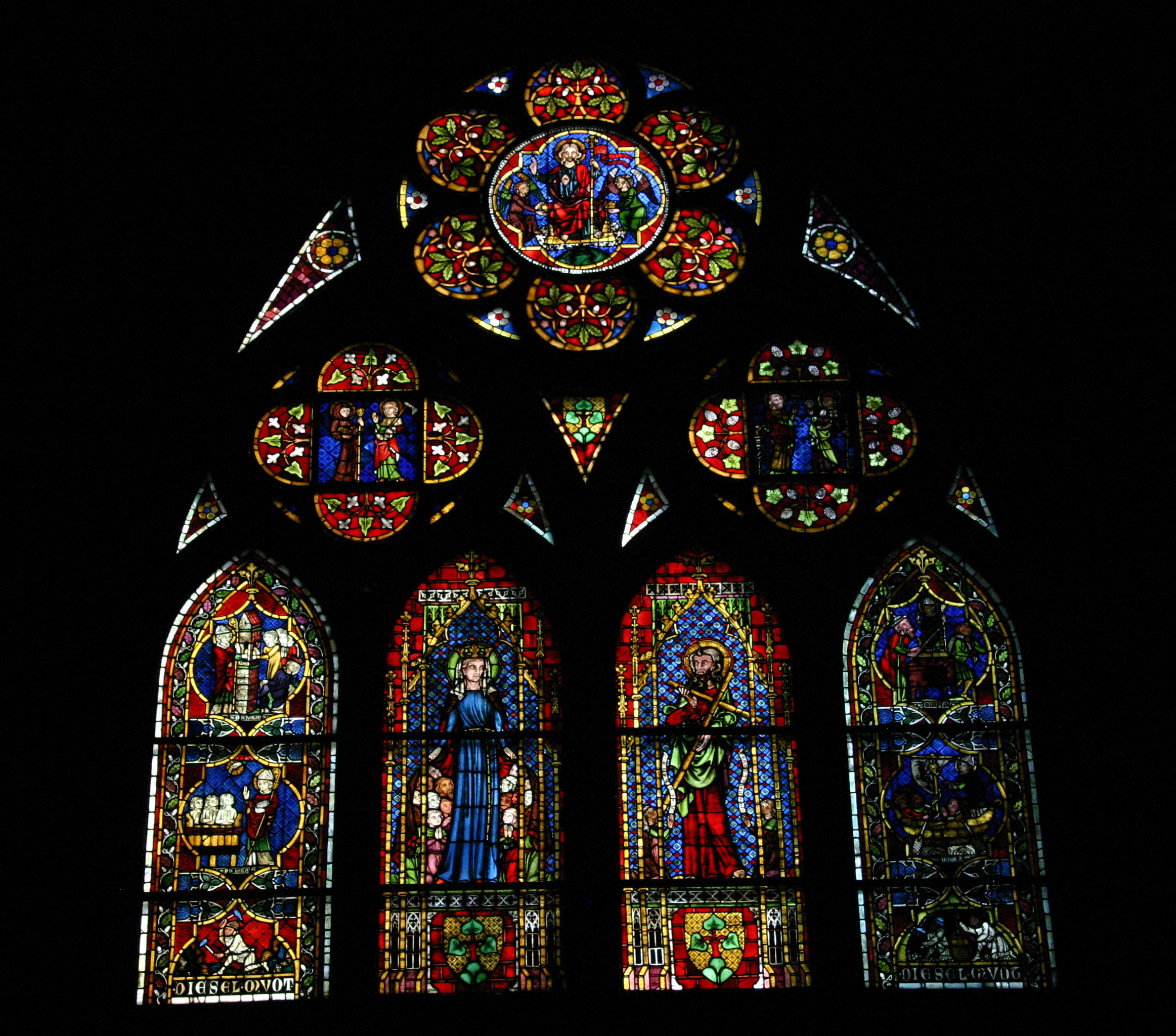
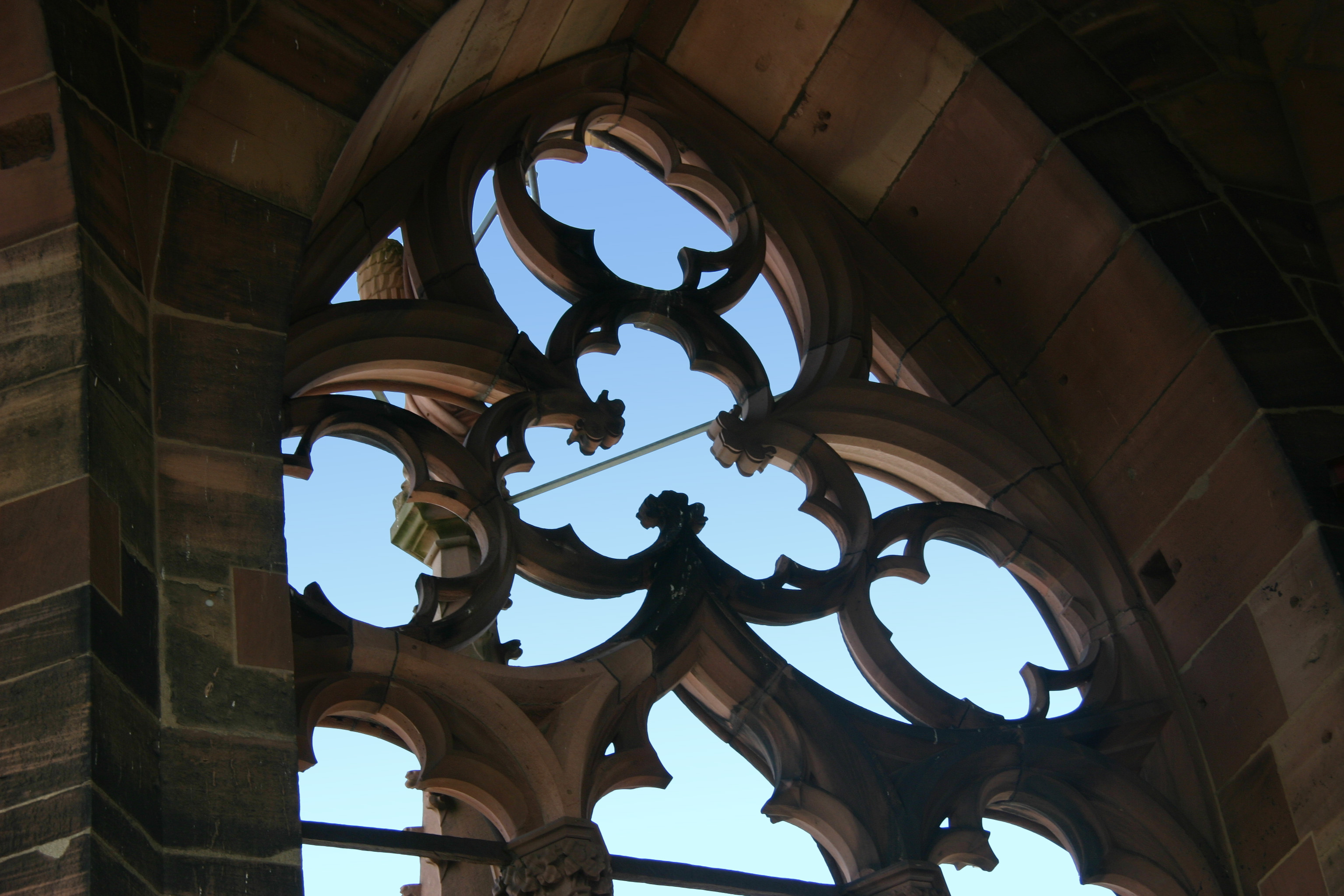
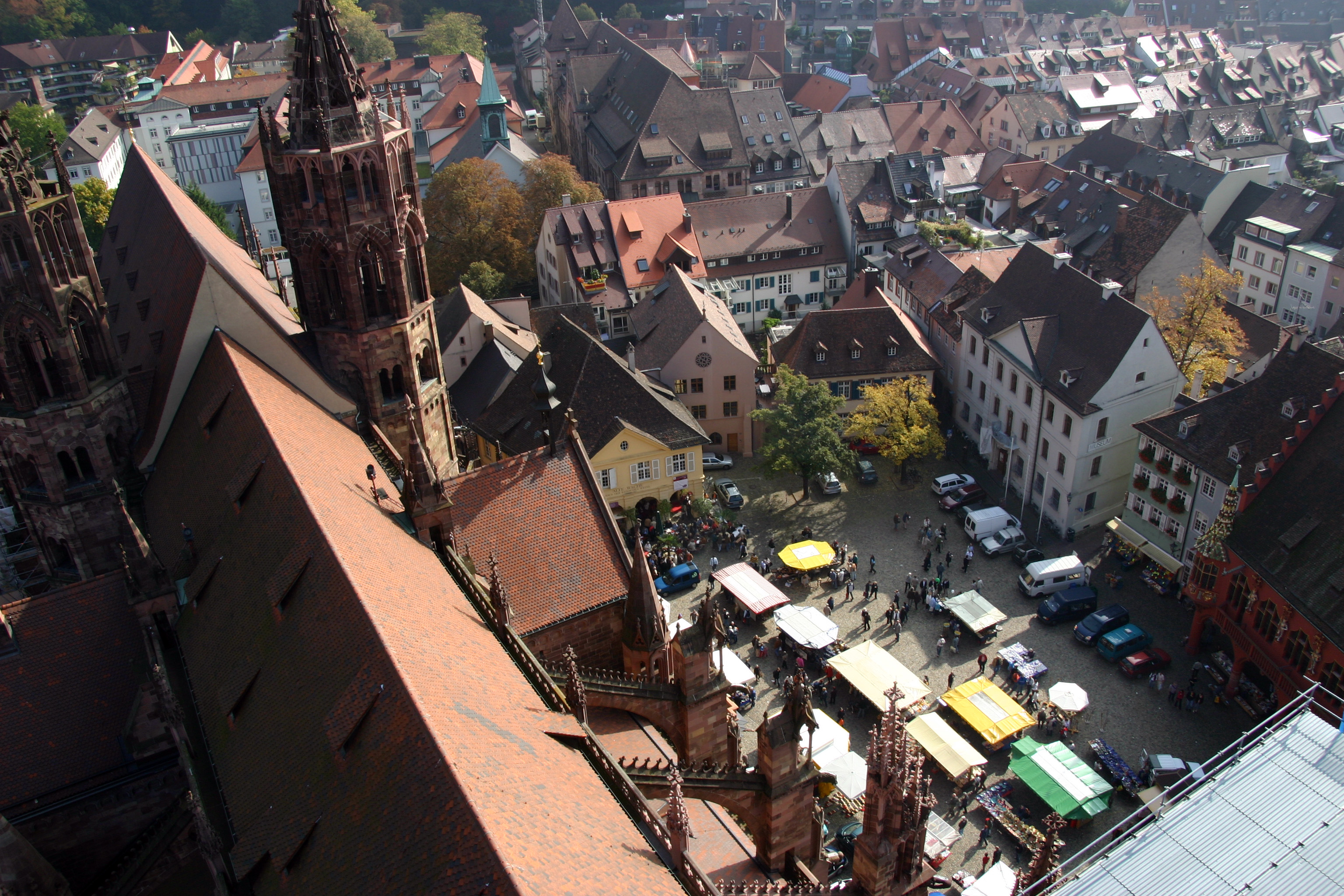